# Guainía
Guainía est un département de Colombie, situé à l'est du pays, bordant le Venezuela et le Brésil. Sa capitale est Inírida.

## Histoire

### XIXeetXXesiècles

La province de Popayán en 1810.
Le département de Boyacá en 1825.
Le Territoire National du Caquetá en 1855.
L'État souverain de Cauca en 1863.
Le Gran Vaupés en 1958.
Le département de Guainía depuis 1963.

## Géographie

### Géographie physique

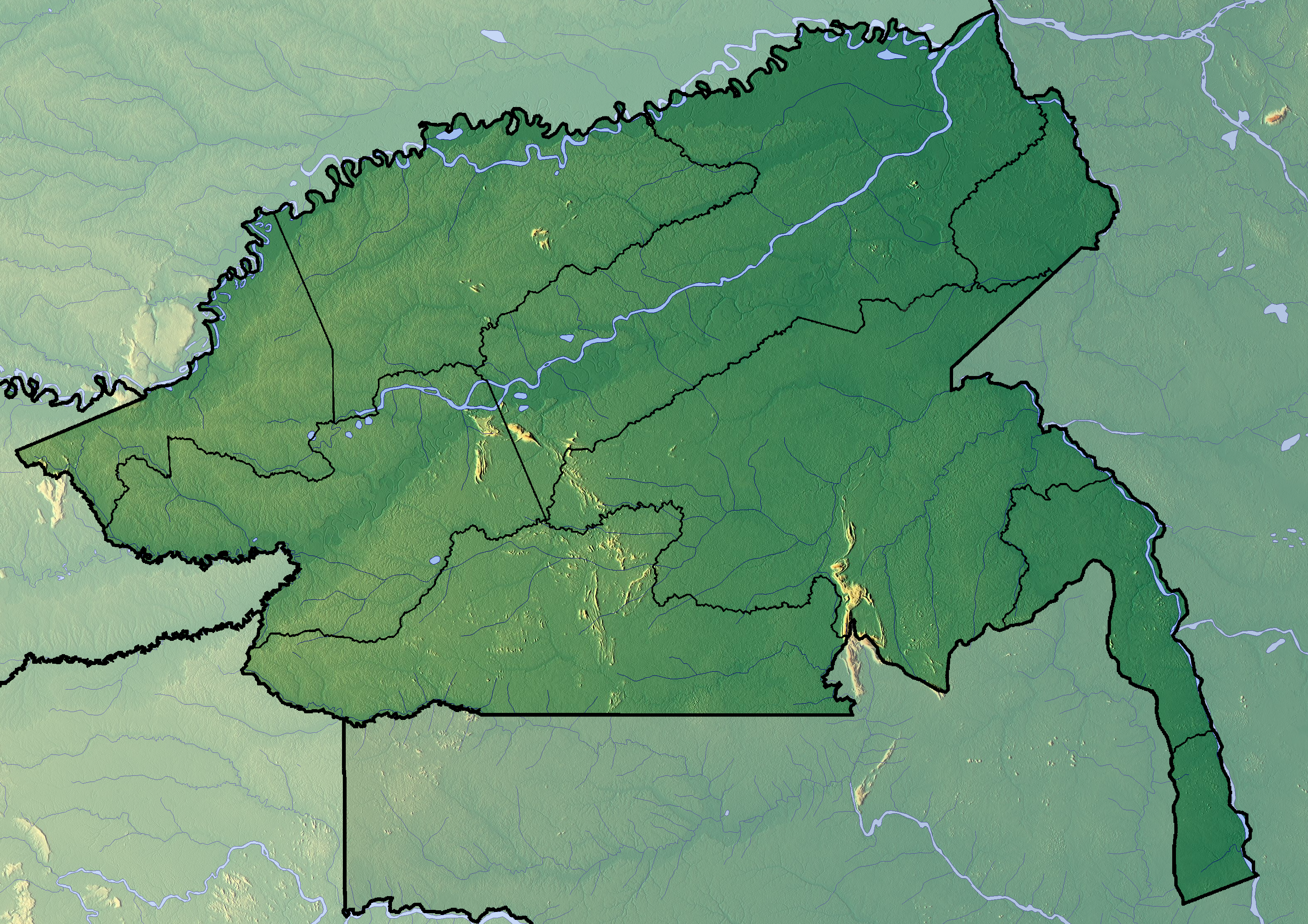
Carte topographique du Guainía.

Le département de Guainía est situé à l'est de la Colombie, à la limite entre les Llanos de l'Orénoquie et les forêts de l'Amazonie. Il est bordé au nord par le département de Vichada, à l'ouest par ceux de Guaviare et Vaupés, au sud par le Brésil (État d'Amazonas) et à l'est par le Venezuela (État d'Amazonas).
Le relief est quasi inexistant. Dans la partie nord du département coulent les ríos Inírida et Guaviare (ce dernier marquant la limite nord du département), affluents de l'Orénoque qui marque la partie septentrionale de la frontière est. Dans la partie sud coulent le río Guainía, affluent de l'Amazone qui marque la partie méridionale de la frontière est.

### Climat
La température moyenne est de 29 °C.

### Découpage administratif

Subdivisions du Guainía.

Le département de Guainía compte deux municipalités, dont Inírida qui en est la capitale.
Le reste du département est découpé en 6 corregimientos départementaux.
| Municipalité ou corregimiento | Superficie (km2) | Population (2005) | Densité (hab./km2) |
| ----------------------------- | ---------------- | ----------------- | ------------------ |
| Barrancominas                 |                  | 1 262             |                    |
| Cacahual                      |                  | 120               |                    |
| Inírida                       | 17 000           | 15 676            | 0,92               |
| La Guadalupe                  |                  | 226               |                    |
| Morichal Nuevo                |                  | 776               |                    |
| Pana Pana                     |                  | 2 189             |                    |
| Puerto Colombia               |                  | 1 043             |                    |
| San Felipe                    |                  | 470               |                    |

## Démographie

### Ethnographie
Selon le recensement de 2005, 64,9 % de la population du Guainía se reconnait comme étant "indigène", c'est-à-dire descendant d'ethnies amérindiennes et 1 % se définit comme afro-colombienne.

## Économie
La principale activité économique est l'agriculture, ainsi que la pêche. Ces dernières années furent découverts d'importants gisements d'or et de diamants, près de la frontière du Brésil et du Venezuela, dans la zone appelée "el dorado".